# 本多忠相
本多 忠相（ほんだ ただすけ）は、江戸幕府の旗本。三河西端領の初代領主。西端藩本多彦八郎家初代。

## 生涯
慶長4年（1599年）、下総国下篠郷で本多康俊の次男として生まれる。父の康俊は、徳川四天王の筆頭・酒井忠次の次男であるため、忠相は忠次の孫に当たる。また、忠相と父・康俊の兄・酒井家次は伯父・甥の関係にあたる。

### 徳川秀忠時代
大坂の陣両陣に父とともに参加した。慶長19年（1614年）の大坂冬の陣では、父とともに近江膳所城を守備した。翌年の大坂夏の陣では、父、兄とともに戦いに参加して武功を挙げる。
その戦功により、元和2年（1616年）に三河国碧海郡に1000石を賜り、西端村（現・碧南市）に陣屋を構える。以後、上総国・下総国内に2500石、碧海郡1500石が加増された。

### 徳川家光時代
寛永元年（1624年）には、下総国香取郡において500石が加増された。寛永5年（1628年）には、上総国、下総国内において2000石が加増された。寛永7年（1630年）には、三河国碧海郡内1500石が加増された。
寛永9年（1632年）には、書院番頭に昇進した。翌寛永10年（1633年）には、安房国、上総国内で3000石を賜い、合計8000石の上級旗本となる。寛永15年（1638年）には、徳川幕府下で初めて検地を実施した。

### 徳川家綱時代
明暦2年（1656年）には留守居役に就任した。寛文12年（1672年）、長男・忠将に家督を譲って隠居した。天和2年（1682年）に84歳で死去した。